# Gestreifte Thai-Vogelspinne
Die Gestreifte Thai-Vogelspinne (Cyriopagopus albostriatus, Synonym: Haplopelma albostriatum), auch Weißstreifen-Vogelspinne oder Vietnamvogelspinne genannt, ist eine Spinne aus der Familie der Vogelspinnen (Theraphosidae). Die Art ist im nördlichen Südostasien verbreitet und gilt in Thailand und Kambodscha als Delikatesse.
Die englischen Trivialbezeichnungen der Art lauten Thailand black velvet tarantula („Schwarze Thailand-Samtvogelspinne“), Thailand earth tiger (tarantula) („Thailand-Erdtiger (Vogelspinne)“), Thailand zebra tarantula („Thailand-Zebra-Vogelspinne“) und zusammen mit der zur gleichen Gattung zählenden Schwarzen Thai-Vogelspinne Thailand black (tarantula) („Schwarze Thai(land)-Vogelspinne“) sowie Edible tarantula („Essbare Vogelspinne“).

## Merkmale
Die Gestreifte Thai-Vogelspinne erreicht eine Körperlänge von etwa 50 und maximal 60 Millimetern. Wie bei anderen Vogelspinnen ist auch hier das Männchen kleiner und zierlicher gebaut als das Weibchen. Die Beinspannweite der Art beträgt angeblich bis zu 130 Millimeter.
Die Farbgebung der Gestreiften Thai-Vogelspinne kann sehr variabel sein. Die Grundfarbe reicht von beige bis dunkelbraun. Durch die beigefarbenen Setae (Haare) auf dem Carapax (Rückenplatte des Prosomas bzw. Vorderkörpers). Ein typisches Merkmal, das der Gestreiften Thai-Vogelspinne überdies einen Teil ihrer Trivialbezeichnung verleiht, sind die zwei weißen Längsstreifen, die sich über die Patellae (Glieder zwischen Femora (Schenkel) und Tibien (Beinschienen)) und den Tibien aller Extremitäten erstrecken. Als einzige Art der Gattung hat die Gestreifte Thai-Vogelspinne lediglich acht bis 11 Dornen an den Suturen der Coxae (Hüftglieder) der Pedipalpen (umgewandelte Extremitäten im Kopfbereich).

### Genitalmorphologische Merkmale
Über die arteigenen genitalmorphologischen Merkmale der Gestreiften Thai-Vogelspinne liegen keine detaillierten Informationen vor. Der Aufbau der Bulbi (männliche Geschlechtsorgane) und der der Epigyne (weibliches Geschlechtsorgan) entspricht überwiegend der von anderen Mitgliedern der Artengruppe der Schwarzen Thai-Vogelspinne (Cyriopagopus minax), der sogenannten Cyriopagopus-minax-Artengruppe, die neben dieser und der Gestreiften Thai-Vogelspinne auch die Blaue Burma-Vogelspinne (C. lividus) und die Vietnam-Tigervogelspinne (C. longipes) enthält.
Die Bulbi verfügen wie bei vielen Vogelspinnen auch bei den Arten dieser Artengruppe einschließlich der Gestreiften Thai-Vogelspinne über Tibiaapophysen (chitinisierte Fortsätze). Im Gegensatz etwa zu den Arten der zur gleichen Unterfamilie zählenden Gattung Ornithoctonus ist auf der Ventralseite (Unterseite) eines einzelnen Bulbus am Übergang zum Embolus (letztes Sklerit, bzw. Hartteil eines Bulbus) keine Einkerbung vorhanden.
Eine weitere Artengruppe der Gattung Cyriopagopus ist nach der Blauen Tigervogelspinne (C. schmidti) benannt und demzufolge als Cyriopagopus-schmidti-Artengruppe bekannt. Neben C. schmidti gehört die Schwarze Tigervogelspinne (C. hainanus) zu dieser Gruppe. Der Bau der Epigyne (weibliches Geschlechtsorgan) ist ein wesentliches Merkmal, das die Gestreifte Thai-Vogelspinne und die anderer Arten der Cyriopagopus-minax-Artengruppe von der Cyriopagopus-schmidti-Artengruppe unterscheidet. Denn die Spermathek (Samentasche) der Epigyne der Artengruppe der Schwarzen Thai-Vogelspinne mitsamt der Gestreiften Thai-Vogelspinne ist im Gegensatz zu denen der anderen Artengruppe vollständig unterteilt bzw. weist eine deutliche Einkerbung auf. Bei der anderen Artengruppe ist die Spermathek lediglich bis zur Hälfte unterteilt. Ferner weist die Epigyne aller Arten der Gruppe der Schwarzen Thai-Vogelspinne eine leichte Einsenkung im Zentrum auf.

### Ähnliche Arten

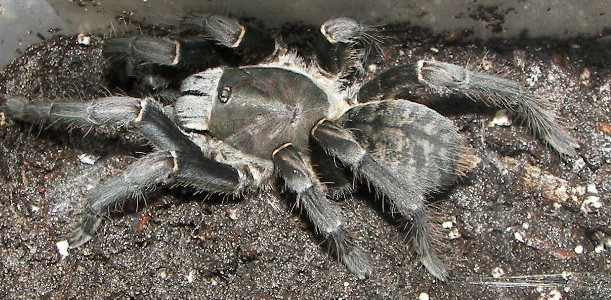
Weibchen der Schwarzen Thai-Vogelspinne (Cyriopagopus minax)

Die Gestreifte Thai-Vogelspinne wird innerhalb der Gattung Cyriopagopus besonders durch die Streifen an den Extremitäten und die geringere Anzahl an Dornen an den Pedipalpen charakterisiert. Es gibt aber einige morphologische Gemeinsamkeiten mit den Arten der Cyriopagopus-minax-Artengruppe und denen anderer Gattungen innerhalb der Unterfamilie der Ornithoctoninae.

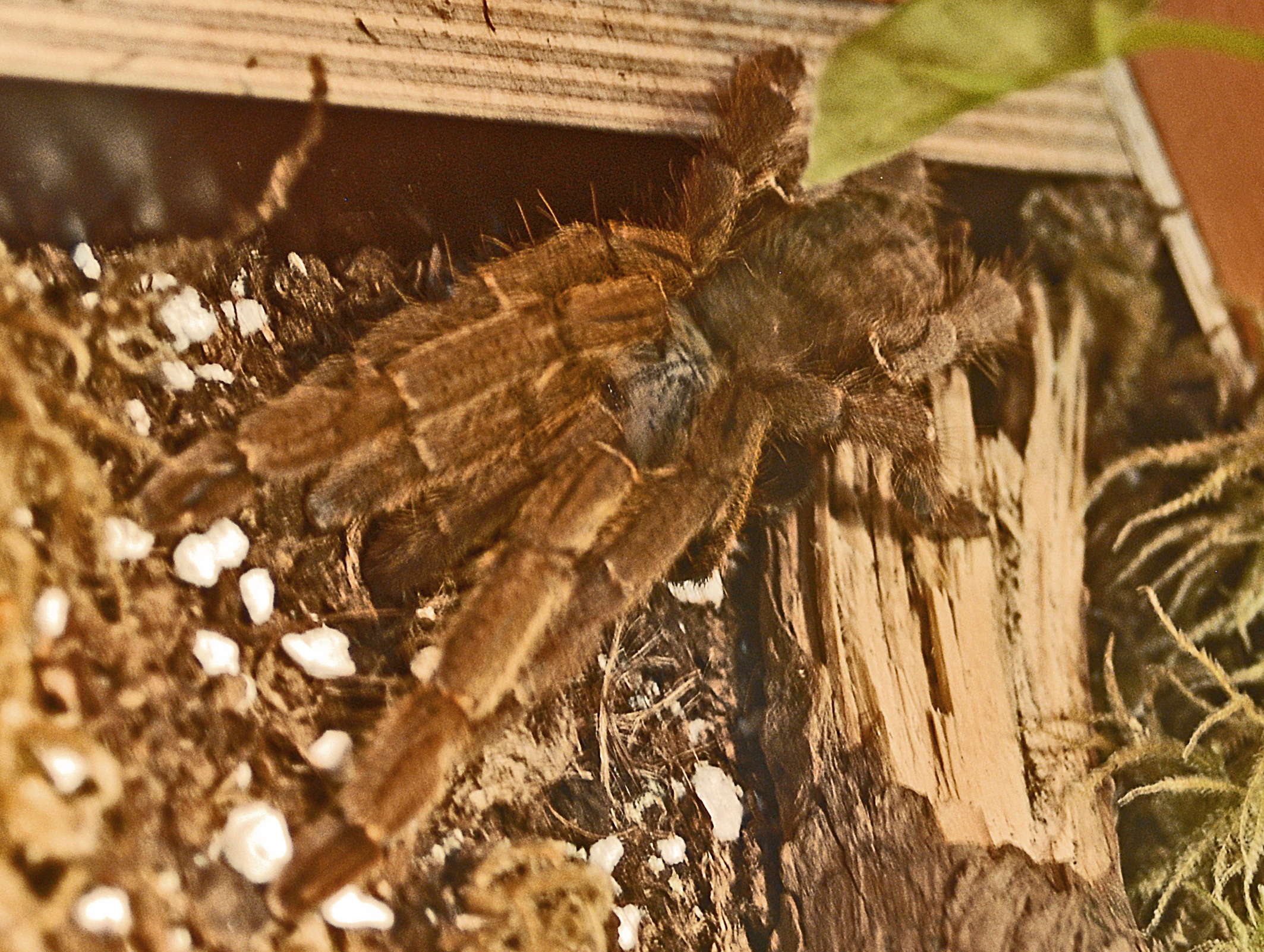
Weibchen der Blauen Tigervogelspinne (Cyriopagopus schmidti)

Von der Artengruppe der Blauen Tigervogelspinne (C. schmidti) unterscheidet sich die der Schwarzen Thai-Vogelspinne einschließlich der Gestreiften Thai-Vogelspinne durch die bei ihr fehlende retrolateral angelegte Bürste aus langen weißen Haaren oberhalb der auf den Cheliceren befindlichen Scopulae (Gliedmaßenbehaarung) und das hier keine deutliche Einkerbung in der Mitte aufweisende Receptaculum.

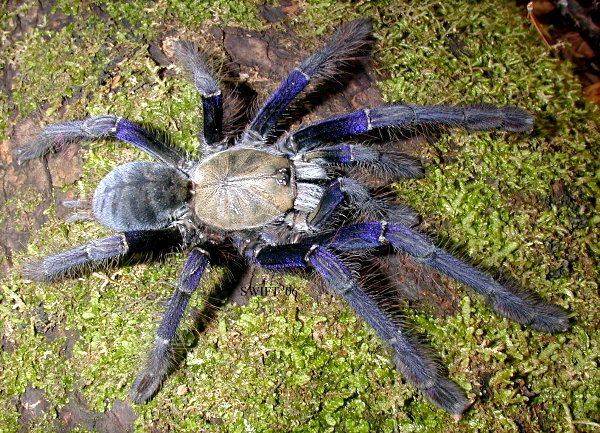
Weibchen der Blauen Malaysia-Vogelspinne (Omothymus violaceopes)

Die teilweise ähnlichen Arten der Gattung Lampropelma weisen anders als die Cyriopagopus-minax-Artengruppe keine dichten Haarbürsten auf der retrolateralen Seite der Femores (Schenkel) des ersten Beinpaares auf. Die Arten der Gattung Cyriopagopus verfügen ventral, apikal, retrolateral und prolateral an den Tibien des ersten Beinpaares über nicht mehr als drei Stacheln. Außerdem weisen sie einen deutlich kleineren Clypeus auf. Dies trifft auch auf die Vertreter der Gattung Phormingochilus zu, bei denen überdies das Sternum vorne nicht sehr stark verschmälert ist und bei denen die Männchen keine Tibiaapophyse aufweisen. Die Schwarze Thai-Vogelspinne und ihre Artengruppe kann von den Arten der Gattung Citharognathus dadurch unterschieden werden, dass bei diesen das vierte Beinpaar deutlich dünner als das erste gebaut ist, was auch auf die Tibien (Beinschienen), verglichen mit den Femora (Schenkeln), des vierten Beinpaares zutrifft. Ferner weisen sie keine zahlreichen und stachelartig verdickten Haare auf den Metatarsen (Fersenglieder der Tarsen bzw. Fußglieder) auf der Dorsalseite des vierten Beinpaares auf.

## Vorkommen

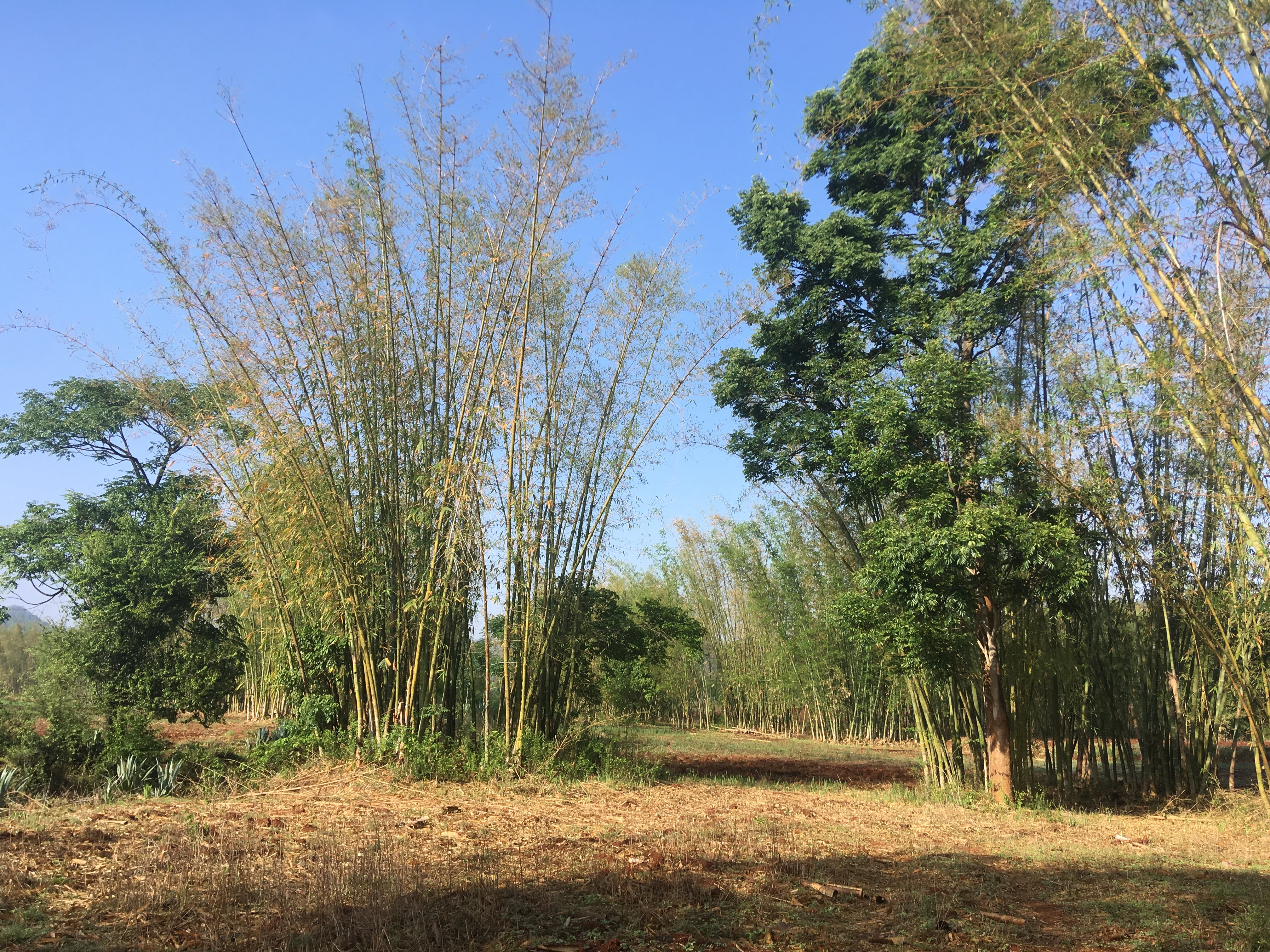
Mitunter werden Bambushaine wie dieser beim Ort Kalaw in Myanmar von der Gestreiften Thai-Vogelspinne bewohnt.

Das Verbreitungsgebiet der Gestreiften Thai-Vogelspinne erstreckt sich über Myanmar, Thailand, Laos, Kambodscha und Vietnam. Das Hauptverbreitungsgebiet der Art liegt in Kambodscha in der Nähe von dessen Hauptstadt Phnom Penh.
Als Habitate (Lebensräume) der Gestreiften Thai-Vogelspinne kommen vor allem die tropischen und vom Monsun geprägten Regenwälder ihres Verbreitungsgebiets in Frage. Daneben bewohnt die Art Bambushaine und Reisfelder.

## Lebensweise
Die Gestreifte Thai-Vogelspinne zählt wie alle Arten der Unterfamilie der Ornithoctoninae zu den bodenbewohnenden Vogelspinnen und gräbt sich dementsprechend mit Gespinsten ausgekleidete Wohnröhren, die bei dieser Art recht tief ausfallen können und überdies senkrecht verlaufen. Darin hält sich die nachtaktive Gestreifte Thai-Vogelspinne bevorzugt auf und ist tagsüber selten außerhalb der Wohnröhre zu sehen.

### Jagdverhalten und Beutespektrum
Wie fast alle Spinnen ernährt sich auch die Gestreifte Thai-Vogelspinne räuberisch von anderen Lebewesen und jagt wie für Vogelspinnen üblich als Lauerjäger. Potentielle Beutetiere werden von der Gestreiften Thai-Vogelspinne mittels der Sensillen (Sinneshaare) anhand deren Bewegungen und Vibrationen geortet. Gelangen solche in Reichweite, springt die Spinne diese an und setzt es mit einem mittels der Cheliceren (Kieferklauen) versetzten Giftbiss außer Gefecht, ehe sie verzehrt werden.
Das Beutespektrum der Gestreiften Thai-Vogelspinne setzt sich wie bei anderen Vogelspinnen sowohl aus anderen Gliederfüßern als auch aus kleinen Wirbeltieren in passender Größe zusammen.

### Abwehrverhalten und -möglichkeiten
Wie andere asiatische Vogelspinnen weist auch die Gestreifte Thai-Vogelspinne eine verglichen mit südamerikanischen Vogelspinnenarten hohe Aggressivität auf, zieht sich aber bei Störungen dennoch bevorzugt in den eigenen Unterschlupf zurück. Ist dies nicht möglich oder wird die Spinne weiterhin bedrängt, nimmt sie die für Vogelspinnen typische Drohgebärde ein, bei der sich die Spinne aufrichtet, die vorderen Extremitäten aufrichtet und die Cheliceren spreizt und mit den Extremitäten nach dem Angreifer schlägt. Ein Abwehrbiss ist die letzte Verteidigungsmaßnahme der Spinne.

### Lebenszyklus
Der Lebenszyklus der Gestreiften Thai-Vogelspinne verläuft wie bei anderen Spinnen in mehreren Etappen. Eine einheitliche Phänologie (Aktivitätszeit) herrscht wie bei anderen in den Tropen verbreiteten Spinnenarten nicht vor, womit die Art ganzjährig aktiv ist – während der Regenzeit des Monsuns allerdings deutlich höher als in trockeneren Perioden.
Das Paarungsverhalten der Gestreiften Thai-Vogelspinne gleicht dem anderer Vogelspinnen. Ein geschlechtsreifes Männchen, das zuvor Sperma über das sog. „Spermanetz“ in seine Bulbi aufgenommen hat, sucht die Wohnhöhle eines paarungsbereiten Weibchens auf. Ein solches sondert Pheromone (Botenstoffe) ab, das das Männchen auch noch über weite Entfernungen wahrnehmen kann und diesem somit dazu dient, eine Geschlechtspartnerin zu finden. Bei dem Unterschlupf des Weibchens angekommen beginnt das Männchen einen für Vogelspinnen typischen Balztanz. Wenn das Weibchen die Paarungswilligkeit des balzenden Männchens erwidert, erfolgt die Paarung.
Obgleich die Paarung zumeist friedlich verläuft, kommt es gelegentlich dennoch zu einem aggressiven Verhalten des Weibchens gegenüber dem Männchen. Etwa zwei bis drei Monate nach der Paarung stellt das Weibchen einen Eikokon her, der etwa 100 bis 200 Eier enthält. In Gefangenschaft wurde der Schlupf etwa acht Wochen (abhängig von den Haltungsbedingungen) nach der Kokonherstellung vermerkt. Die geschlüpften Jungtiere der Gestreiften Thai-Vogelspinne wachsen wie bei allen Arten der Gattung schnell heran.

## Systematik
Die Gestreifte Thai-Vogelspinne wurde bei ihrer Erstbeschreibung 1886 von ihrem Erstbeschreiber Eugène Simon in die Gattung Selenocosmia eingeordnet und erhielt die Bezeichnung S. albostriata. Unter Reginald Innes Pocock erfuhr die Art 1895 eine Umstellung in die Gattung Melopoeus und wurde fortan für lange Zeit als M. albostriatus geführt. Eine weitere Umstellung erfolgte 1996 seitens Andrew M. Smith, bei der die Gestreifte Thai-Vogelspinne in die Gattung Haplopelma überführt wurde und damit die heute als Synonym geltende, aber nach wie vor gebräuchliche Bezeichnung H. albostriatum erhielt. Von Smith und Arnold Jacobi wurde die Gattung Haplopelma 2015 aufgelöst und alle ihre Arten mitsamt der Gestreiften Thai-Vogelspinne in die Gattung Cyriopagopus umgegliedert. Dabei erhielt die Art auch ihre heute gültige Bezeichnung C. albostriatus.
Der Artname albostriatus ist die Zusammensetzung zweier lateinischer Wörter. Bei albo handelt es sich um eine Ableitung des Eigenschaftswortes albus, das übersetzt „weiß“ bedeutet. Striatus bedeutet „gestreift“, womit der Artname also „weißgestreift“ lautet und auf die hellen Streifen der Extremitäten der Gestreiften Thai-Vogelspinne zurückzuführen ist.

## Gestreifte Thai-Vogelspinne und Mensch
Ihre Anpassung an künstliche und vom Menschen genutzte Habitate wie Plantagen und Reisfelder macht das unwillkürliche Zusammentreffen von Spinne und Mensch in ihrem natürlichen Lebensraum wahrscheinlich. Wie andere Vogelspinnen der Alten Welt ist auch die Gestreifte Thai-Vogelspinne für schmerzhafte Bisse bekannt. Dennoch ist sie ein beliebtes Heimtier in der Terraristik und wird in bestimmten Regionen auch als Nahrungsmittel angesehen.

### Terraristik
Die Gestreifte Thai-Vogelspinne zählt wegen ihrer Größe und Zeichnung wie viele Vogelspinnen zu den beliebten Terrarientieren. Für die erfolgreiche Haltung der Art muss aufgrund ihrer Grabfreudigkeit ein entsprechend tiefer und weicher Bodengrund im Terrarium vorhanden sein. Auch muss das tropische Klima des natürlichen Verbreitungsgebietes der Gestreiften Thai-Vogelspinne in Gefangenschaft bestmöglich simuliert werden. Zu beachten sind bei der Haltung der Art auch die bei allen Vertretern der Gattung Cyriopagopus vorhandene Reizbarkeit sowie die sehr zurückgezogene Lebensweise. Eine erfolgreiche Vergesellschaftung der Gestreiften Thai-Vogelspinne mit Artgenossen oder anderen Gliederfüßern ist nicht möglich.

### Als Lebensmittel

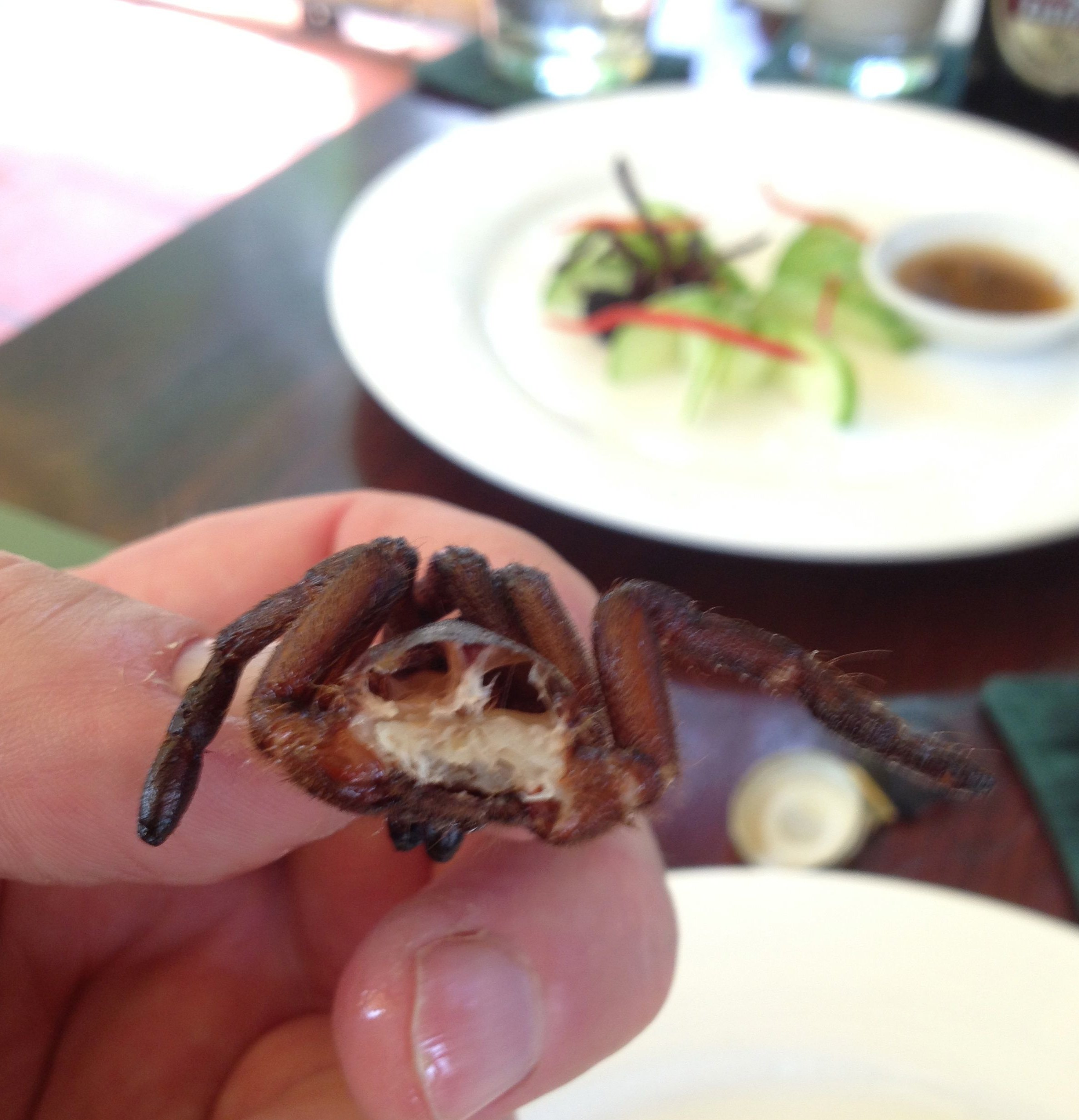
Frittiertes Exemplar der Gestreiften Thai-Vogelspinne

Die Gestreifte Thai-Vogelspinne gilt ähnlich wie die gattungsverwandte Schwarze Thai-Vogelspinne (Cyriopagopus minax) in Thailand und Kambodscha als Delikatesse und wird als gebratene Spinne serviert. Als solche ist die Art heute besonders im nördlich von Kambodschas Hauptstadt Phnom Penh gelegenen Ort Skuon begehrt. Es wird angenommen, dass sich die Verwendung der Spinne als Nahrungsmittel besonders während des von 1975 bis 1979 andauernden Regimes der Roten Khmer verbreitet hat, als es in den ländlichen Gebieten Kambodschas zu einer Nahrungsknappheit kam.
Für die Zubereitung werden die Fangfurchen der Cheliceren der noch lebenden Spinne entfernt. Sie wird dann in Glutamat, Salz und Zucker gewälzt, ehe die nach wie vor lebendige Spinne mit Zugabe von Knoblauch in einer Pfanne gebraten wird. Ab einer gewissen Festigkeit der Beine, die diese beim Braten annehmen, gilt die zubereitete Spinne als servierfertig. Der Geschmack wird als Mischung aus Hühnerfleisch und Kabeljau beschrieben.

### Bedrohung und Schutz
Über mögliche Bestandsgefährdungen der Gestreiften Thai-Vogelspinne liegen keine Informationen vor, da die Art von der IUCN nicht gewertet wird. Demzufolge unterliegt sie auch keinem Schutzstatus.